# EXILE GENERATION クリスマスSP
EXILE GENERATION クリスマスSP（エグザイル・ジェネレーション - スペシャル）は、EXILEの冠番組EXILE GENERATIONを映像作品化した映像作品である。2010年4月14日にrhythm zoneから発売された。

## 概要
- 「EXILE GENERATION SEASON 3」「EXILE GENERATION SEASON 4」と同時発売。
- 2009年12月23日に放送された分が収録されている。

## チャプター
1. CHRISTMAS SPECIAL
2. 特典映像
3. 番組未放送映像